# 美原郵便局
美原郵便局（みはらゆうびんきょく）は、大阪府堺市美原区にある郵便局。民営化前の分類では集配普通郵便局であった。

## 概要
住所：〒587-8799 大阪府堺市美原区黒山31-6

## 沿革
- 1876年（明治9年）3月16日 - 平尾郵便局（五等）として開設[1]。
- 1885年（明治18年）6月25日 - 貯金取扱を開始。
- 1892年（明治25年）5月1日 - 黒山郵便局に改称。
- 1896年（明治29年）5月1日 - 為替取扱を開始。
- 1966年（昭和41年）1月30日 - 電話交換および和文電報配達業務を黒山電報電話局に移管[2]。
- 1976年（昭和51年）2月16日 - 美原町黒山873-2から同31-6に移転するとともに、美原郵便局に改称。
- 1990年（平成2年）6月23日 - 特定郵便局から普通郵便局に局種別改定。
- 1999年（平成11年） - 外国通貨の両替および旅行小切手の売買に関する業務取扱を開始。
- 2007年（平成19年）10月1日 - 民営化に伴い、併設された郵便事業美原支店に一部業務を移管。
- 2012年（平成24年）10月1日 - 日本郵便株式会社発足に伴い、郵便事業美原支店を美原郵便局に統合。

## 取扱内容
- 郵便、印紙、ゆうパック、内容証明
- 貯金、為替、振替、振込、国際送金、国債、投資信託
- 生命保険、バイク自賠責保険、自動車保険
- 地方公共団体事務（堺市バス割引乗車証の交付）
- ゆうちょ銀行ATM
- 「587-00xx」区域（堺市美原区全域）の集配業務
- ゆうゆう窓口

## 風景印
- 図案は黒姫山古墳と日本鋳物師発祥地碑。局名表記は「美原」
- 使用開始日は1990年(平成2年)6月23日～

## 周辺
- 堺市美原区役所
- 黒山警察署
- 堺市消防局 美原消防署
- 堺市立美原中学校
- 国道309号
- 美原多治井運動広場
- 美原みの池運動広場
- 美原総合スポーツセンター多目的グラウンド
- ららぽーと堺

## アクセス
- 近鉄バス松原線余部系統（10 - 16番） 黒山中停留所
- 阪和自動車道 美原南ICから南東へ、同美原北ICおよび南阪奈道路 美原ICから南へ、それぞれ約1.5km
- 駐車場あり：18台